# Picket Fences – Tatort Gartenzaun
Picket Fences – Tatort Gartenzaun (Originaltitel: Picket Fences, auf Deutsch: Lattenzäune) ist eine US-amerikanische dramatische Fernsehserie. Zwischen 1992 und 1996 entstanden in vier Staffeln 88 Episoden, die in den Vereinigten Staaten durch CBS und in Deutschland ab 1995 durch Sat.1 erstausgestrahlt wurden. David E. Kelley hatte die Idee zu der Serie und verfasste auch den Großteil der Drehbücher der ersten drei Staffeln. Auch beeinflusst durch Twin Peaks, spielt Picket Fences in einer fiktiven US-Kleinstadt, die als Kulisse für öffentliche und private Probleme des zeitgenössischen Amerika dient. Dabei behandelt die Serie ethisch-moralische Fragestellungen bezüglich Sexualität, Religion, gesellschaftlicher Minderheiten und anderer Themen aus konträren Blickwinkeln, was von Kritikern als provokativ wahrgenommen wurde. Charakteristisch für die Serie sind skurrile Verbrechensarten, vor Gericht ausgefochtene Streitigkeiten und schwarzhumorige Situationen. Die wichtigsten Hauptrollen spielen Tom Skerritt und Kathy Baker. Picket Fences ist eine vor allem hinsichtlich der schauspielerischen Leistungen vielfach preisgekrönte Serie und wurde neben 14 Primetime Emmy Awards mit weiteren renommierten Fernsehpreisen ausgezeichnet. In ihrem Ursprungsland nahmen Einschaltquoten und Zuspruch vonseiten der Kritik im Laufe ihrer Erstausstrahlungszeit zu.
Der deutsche Pay-TV-Anbieter Premiere zeigte die Serie unter dem Titel Rome – Stadt im Zwielicht.

## Form
Picket Fences wurde hauptsächlich den Genres Drama, Courtroom Drama (auf Deutsch etwa: „Gerichtssaal-Drama“), Polizei- und Krimiserie, Familienserie und – wegen schwarzhumoriger Elemente – Comedy zugeordnet. Typisch für Serien von David E. Kelley, gibt es überdies etliche Elemente der Krankenhausserie. Für den Journalisten Harald Keller ist die Serie eine „gefällige Verknüpfung von leichthin unterhaltenden Elementen mit Problemthemen in einer Form, die oftmals einer Mischung aus Tragikomödie, Musterprozeß und brechtischem Lehrstück gleicht“.
Die meisten Episoden beinhalten einen Haupthandlungsstrang und einen oder zwei thematisch damit verknüpfte Nebenhandlungsstränge. Während es in den ersten beiden Staffeln hauptsächlich Episoden mit abgeschlossenen Geschichten gibt, gibt es in der dritten Staffel zwei wichtige, mehrere Episoden umfassende Handlungsstränge.

## Inhalt

### Handlung
→ Hauptartikel: Staffel 1, 2, 3, 4
Die Serie spielt in der fiktiven Stadt Rome im US-Bundesstaat Wisconsin. Rome ist eine überwiegend von Weißen bewohnte, circa 30.000 Einwohner zählende Kleinstadt. Häufige Schauplätze innerhalb der Stadt sind das Polizeirevier, das Gerichtsgebäude mit dem fiktiven Namen Hogan County Courthouse und das Wohnhaus der Familie Brock.
Am Beginn vieler Episoden steht die Entdeckung eines Verbrechens bzw. die Feststellung eines vermeintlichen Straftatbestandes. Oft folgen die Ermittlungsarbeit der Polizei und die Vernehmung von Beschuldigten und Zeugen. Häufig werfen die thematisierten Fälle ethisch-moralische Fragen auf, die sowohl innerhalb der Familie Brock als auch von der Polizei und vor dem Gericht kontrovers diskutiert bzw. verhandelt werden. Viele Episoden enden mit dem Urteilsspruch des Richters oder der Jury.
Zu den kontroversen Fragestellungen gehört etwa, inwiefern Selbstverteidigung als Selbstjustiz zu beurteilen ist; ob ein verurteilter Triebtäter wieder Teil der Gesellschaft werden darf; ob ein HIV-positiver Arzt weiterhin praktizieren darf oder inwiefern Kleinwüchsigkeit einen Nachteil für die Persönlichkeitsentwicklung darstellt. Die Rechte anderer gesellschaftlicher Minderheiten, etwa von Obdachlosen, werden auch behandelt. Darüber hinaus wird Gewalt verschiedener Arten thematisiert, darunter häusliche und fiktionale Gewalt. Um letztere etwa geht es bei der Frage, inwieweit Gewaltdarstellungen in Medien für eine Schießerei unter Schülern verantwortlich sind.
Wiederholt thematisiert werden medizinethische Fragen. So etwa geht es um die Rechtmäßigkeit der Verwendung von Fötalgewebe zur Lebensrettung, um Abtreibungen oder um die Legalität von Organspenden und von Kryonik. Sterbehilfe ist auch ein Thema mehrerer Episoden. Als etwa Dr. Jill Brock einem todkranken Patienten auf dessen Wunsch medikamentös beim Sterben hilft, wird sie nach einer kontroversen Diskussion und unter Verweis auf das Gesetz gegen Sterbehilfe zunächst für schuldig befunden, nach einer Verfassungsklage ihrer Rechtsanwälte gegen jenes Gesetz aber wieder freigesprochen.
Nicht selten stehen medizinbezogenene Fragen in der Serie in Zusammenhang mit religiösen Überzeugungen. In der Episode In Gottes Hand (Staffel 2) zum Beispiel wird die Frage aufgeworfen, ob der Mann eines Pärchens, das zu den Christlichen Wissenschaftlern gehört, den Ärzten das Einleiten lebensverlängernder Maßnahmen verbieten darf, wenn diese im Widerspruch zu der Religion stehen. In anderen religionsbezogenen Episoden geht es um die Trennung von Kirche und Staat, um Stigmatisation oder um eine Geburt trotz Jungfräulichkeit der Mutter.
Die dritte Staffel erzählt auch zwei Geschichten, die sich über mehr als zwei Episoden erstrecken. Dazu gehört eine gerichtliche Auseinandersetzung um einen Mord, die sich auch um die Frage dreht, inwieweit der Angeklagte bei seiner Aussage in Polizeigewahrsam auf sein Recht auf anwaltlichen Beistand verzichtet hat. Im Rahmen dieses Falles wird auch die Berufungsverhandlung vor dem Obersten Bundesgericht geschildert. In dem anderen Handlungsstrang jener Staffel geht es um die Integration farbiger Schüler aus einer von Jugendkriminalität geprägten Großstadt in das schulische Leben von Rome. Die Vertreter Romes wehren sich zunächst gegen jene Schülerverlegung, müssen die entsprechende Anordnung eines schwarzen Bundesrichters, die auch unter Androhung von Waffengewalt durchgesetzt werden soll, dann aber letztlich akzeptieren.
In vielen Episoden der vierten, der letzten, Staffel stehen die persönlichen Beziehungen und Liebschaften der Hauptfiguren im Fokus. Gerichtsverhandlungen gibt es seltener.  Zu diesen gehört ein Mordprozess, in dem Papst Johannes Paul II. als Hauptbelastungszeuge gegen einen homosexuellen Angeklagten aussagt und von der Verteidigung als voreingenommen beschuldigt wird. Ein anderer Mordprozess, in dem ein Jude des Mordes an einem Nazi-Anhänger angeklagt ist, wird von demonstrierenden Neonazis, die mit Hakenkreuzarmbinden der Verhandlung beiwohnen, und Juden begleitet.
Bestandteile der Geschichten sind oftmals ungewöhnliche Todesarten oder Leichname in außergewöhnlichem Zustand. Zum Beispiel wird ein toter Mensch in einer Geschirrspülmaschine oder erfroren in einer Gefriertruhe aufgefunden. Ein anderes Mal hat eine Frau die obere Hälfte ihres ungeliebten Mannes mit einer Dampfwalze zerquetscht. Es gibt weitere groteske Aspekte, die in der Serie vorkommen. So etwa kommt ein kleinwüchsiger Zirkusmitarbeiter auf einem Zirkuselefanten nach Rome geritten. Bei der Bergung der gefrorenen Leiche des Bürgermeisters bricht der Kopf ab und kullert bis vor die Füße des Sheriffs. Unerwartete Wendungen in der Handlung bzw. der Aufklärung von Kriminalfällen sind nicht selten. Beispielsweise gibt eine Frau, die gegen ihren mordverdächtigen Mann aussagen soll, im Zeugenstand den Mord plötzlich selbst zu.

### Figuren

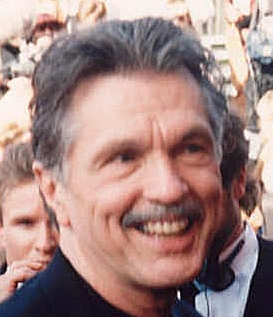
Tom Skerritt, Darsteller des Jimmy Brock (1994)

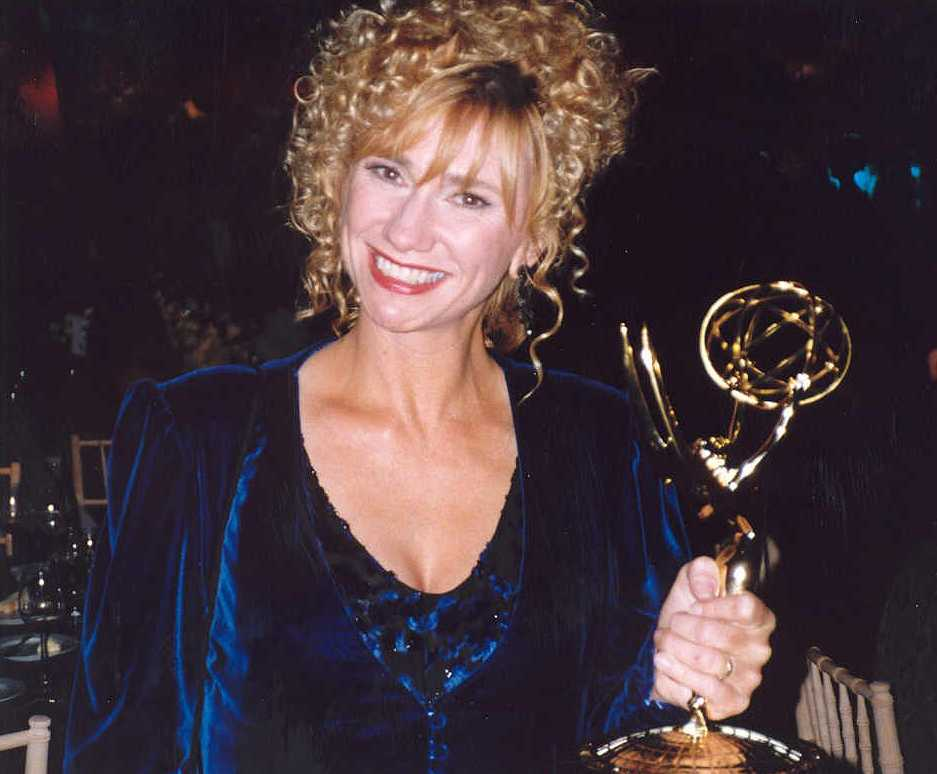
Kathy Baker, Darstellerin der Jill Brock (1993)

Der etwa 50 Jahre alte Jimmy Brock ist der Sheriff von Rome und im Gegensatz zu seiner Frau und seinen Kindern Agnostiker. Er ist in zweiter Ehe mit Dr. Jill Brock verheiratet, einer Hausärztin, die manchmal auch als Chirurgin und Notärztin arbeitet. Mitunter sind Jimmy und Jill auch im Schulausschuss oder im Stadtrat tätig. Oft sind sie bezüglich der vor Gericht verhandelten Fälle unterschiedlicher Meinung. Zusammen haben sie zwei pubertierende Söhne, den älteren Matthew und den jüngeren Zachary. Sie sind oft an jugendlichem Schabernack beteiligt, so etwa am Schießen per Kartoffelkanone auf Menschen. Zachary geht ab der zweiten Staffel seinem Wunsch nach wie sein Vorbild Rechtsanwalt Wambaugh Jude zu werden. Bis zur dritten Staffel lebt auch die jugendliche Kimberly Brock, Jimmys Tochter aus erster Ehe, mit im Haus. Kimberly ist selbstsicher und direkt, mitunter auch rebellisch. Wenn es um das Erklären von Sachverhalten wie etwa dem religiösen Glauben geht, ist sie für ihre beiden Halbbrüder eine Ersatzmutter. In der zweiten und dritten Staffel arbeitet sie außerschulisch als Assistentin für Wambaugh, in der vierten studiert sie Medizin.
Mit im Polizeirevier arbeiten die Deputys Kenny Lacos und Maxine Stewart. In manchen Nebenhandlungssträngen geht es um ihre Liebschaften, teils zu anderen Partnern, teils zueinander. Ginny Weedon ist eine ältere, nur 1,30 m große Frau, die in den ersten beiden Staffeln im Rezeptionsdienst des Polizeireviers arbeitet. Sie ist sehr neugierig und lauscht gern an geschlossenen Türen. Sie wird früh in der dritten Staffel erfroren in ihrer Tiefkühltruhe entdeckt, in die sie wohl beim Griff nach einer Konservendose versehentlich gestürzt ist.
Carter Pike ist der Coroner von Rome und hilft der Polizei öfters auch kriminalistisch, wobei ihn der Sheriff nicht selten als übereifrig empfindet. Unter den Einwohnern von Rome steht er unter dem Verdacht, nekrophil zu sein. Er ist zwischen 35 und 40 Jahren alt und versucht mehrfach, seinem Junggesellendasein ein Ende zu setzen. Wegen mangelndem diesbezüglichen Erfolges versucht er zu Beginn der vierten Staffel verzweifelt, aber erfolglos, Suizid. Um endlich Vater zu werden, nimmt er in der dritten Staffel eine Leihmutter in Anspruch, die die Schwangerschaft aber trotz seines Widerspruchs wieder abbricht. In der vierten Staffel lernt er seine künftige Ehefrau Sue kennen.

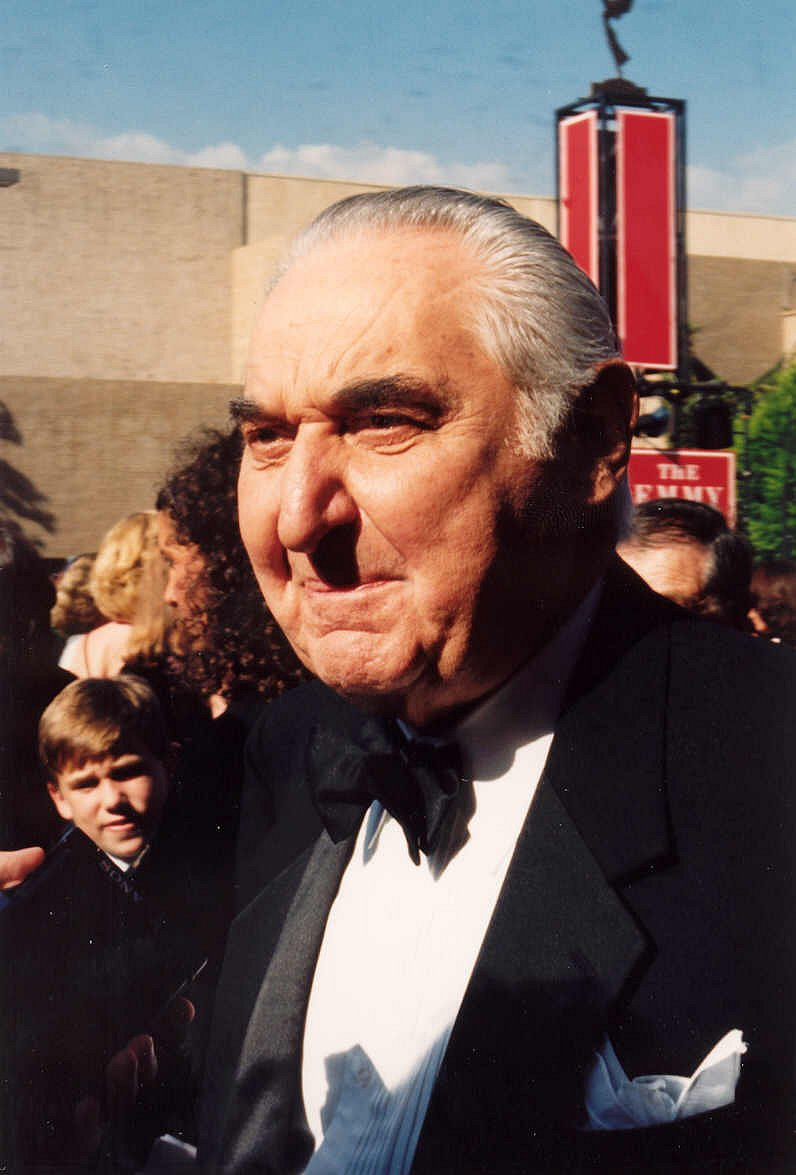
Fyvush Finkel, Darsteller des Douglas Wambaugh (1994)

Douglas Wambaugh ist ein jüdischer Rechtsanwalt im Alter von Anfang 70, der oft als Pflichtverteidiger auftritt. Die Frage, ob seine Mandanten schuldig sind, will er von ihnen meist gar nicht beantwortet haben. Er schafft es manchmal selbst mit absurden Argumenten Prozesse zu gewinnen. Argumenten und Scherzen, die auf Kosten anderer Personen gehen, ist er nicht abgeneigt. In manchen Gerichtsverhandlungen wirft er der Anklagevertretung plötzlich vor, ihm nur zu widersprechen, weil er Jude sei, und wird danach vom Richter gemaßregelt. Den Richter wie auch sich selbst würdigt er gern als „Original“. Bei Trauerfeiern und anderen gesellschaftlichen Veranstaltungen ist Wambaugh oft der einzige, der eine Rede hält, oder der erste, der eine Unterhaltung beginnt. Mit der Begründung, dass er mit geschmacklosen Bemerkungen antisemitische Vorurteile fördere, möchte ihn der Rabbi in der zweiten Staffel sogar aus seiner Gemeinde ausschließen, jedoch erfolglos. In der dritten Staffel erfährt er, dass er an Multipler Sklerose erkrankt ist. Zu Beginn der vierten Staffel lässt sich seine Ehefrau von ihm scheiden, weil er seinen ehelichen Pflichten nicht nachgekommen ist. Ein seltener in der Serie auftretender Rechtsanwalt ist Franklin Dell.
Als Staatsanwalt ist zu Beginn der ersten Staffel Barnaby Woods tätig. Bald stellt sich heraus, dass er der geheimnisvolle Gast ist, der in den Badewannen fremder Häuser badet. Als solcher stirbt er schließlich an Streuströmen. Ab der zweiten Staffel tritt als Staatsanwalt und Gegner Wambaughs in vielen Gerichtsprozessen John Littleton auf, der ab der dritten Staffel zu den Hauptfiguren gehört und unter den Hauptfiguren der einzige Schwarze ist. Nach dem Tod seines Bruders gibt er seinen Job früh in der vierten Staffel auf.
Henry Bone ist der Richter, der die in Rome verhandelten Gerichtsprozesse leitet. Bezüglich mancher Urteile, die er fällt, wird deutlich, wie schwer ihm die Entscheidungsfindung gefallen ist und dass es für ihn eine Qual der Wahl war. Ansprachen und Diskussionen beendet er wegen der von ihm wahrgenommenen Absurdität mancher Argumente oft genervt mit der Aufforderung „Und jetzt raus hier!“ In der vierten Staffel hat er einen Herzinfarkt.
Teilweise wird auch deutlich, dass Bone bei seinen Urteilen auf Gott vertraut. Deshalb ist er besonders schockiert, als am Ende der dritten Staffel sein Vorbild Gary Barrett, der der Priester der römisch-katholischen Gemeinde Romes ist, stirbt. Barrett wird im Beichtstuhl sitzend von einem spielsüchtigen Jugendlichen erschossen, weil er dem Täter sein Geld nicht aushändigen wollte. Über Barrett wurde in der zweiten Staffel öffentlich bekannt, dass er ein Damenschuh-Fetischist ist. Nach seiner Ankündigung, sich deshalb in psychiatrische Behandlung zu begeben, erlaubte ihm seine Gemeinde, sein Amt zu behalten. Der andere Pfarrer, der als wiederkehrende Nebenfigur zu sehen ist, ist Henry Novotny, Pfarrer der Episkopalkirche.
Den Serienabschluss bildet die Hochzeit dreier Pärchen: Carter Pike und Sue, Kenny Lacos und Maxine Stewart sowie Douglas Wambaugh und seine Exfrau Myriam.

### Bürgermeister
Etliche in der Serie erzählte Geschichten werden auch aus der Sicht des Bürgermeisters von Rome betrachtet. Im Amt des Bürgermeisters gibt es häufige Wechsel, welche nicht selten durch den plötzlichen, seltsamen Tod des Amtsinhabers nötig werden.
Zu Serienbeginn ist Bill Pugen Bürgermeister der Stadt. Er gewinnt seine Wiederwahl unter anderem gegen Wambaugh, der ihn im Wahlkampf wegen seines Übergewichts diskreditiert. Kurz nach Beginn der zweiten Staffel stirbt er. Sein Tod wird mit spontaner menschlicher Selbstentzündung erklärt. Seine Amtsnachfolgerin wird die Dessous-Geschäftsinhaberin Rachel Harris. Als ein Jahrzehnte altes Porno-Video mit ihr öffentlich bekannt wird, verliert sie auf einen Stadtratsbeschluss hin ihr Amt. Dieses erhält noch in derselben Staffel kommissarisch das älteste Ratsmitglied Howard Buss, der in der ersten Staffel erfahren hatte, dass er an Alzheimer erkrankt ist. Während seiner Amtszeit verstärkt sich seine Demenz weiter. Um sich von der Aufregung zu beruhigen, die das Amt mit sich bringt, hat er einen Teddybär und ein Schaukelpferd in seinem Amtszimmer, welche er auch, bekleidet nur mit Indianerschmuck und Windeln, benutzt. Sein Sohn leistet ihm ungebeten Sterbehilfe und schießt auf ihn, um ihn von seiner zunehmenden Entwürdigung zu erlösen. Nach Howards Tod am Ende der zweiten Staffel hat übergangsweise Jill Brock das Amt der Bürgermeisterin inne.
Die nächste Bürgermeisterwahl gewinnt der populistische Postbote Ed Lawson äußerst knapp gegen Carter Pike. Lawson wird aber noch in derselben Staffel wegen mangelnder Erfüllung seiner Ehepflichten von seiner Frau getötet, die aber vom Anklagepunkt des Mordes freigesprochen wird. Wegen fehlender anderer geeigneter Kandidaten und erneut übergangsweise übernimmt daraufhin – gegen Ende der dritten Staffel – Laurie Bey das Amt. Sie ist fast taubstumm und kommuniziert deshalb meist in Gebärdensprache und mit einer Dolmetscherin. Vor ihrem Amtsantritt wurde sie als „Tanzende Diebin“ bekannt und verhaftet, als welche sie – ähnlich wie Robin Hood – von den Reichen stahl, um den Armen zu helfen. Während der Diebstähle führte sie einen Tanz auf. In ihrer Amtszeit trägt Laurie Bey als Leihmutter das Baby zweier homosexueller Männer (darunter ihr Bruder) aus. Dabei wird sie als Bürgermeisterin von Maxine Stewart vertreten, die in Folge einer kontroversen Entscheidung prompt angeschossen wird.

## Entstehungsgeschichte

### Konzeption und Produktion

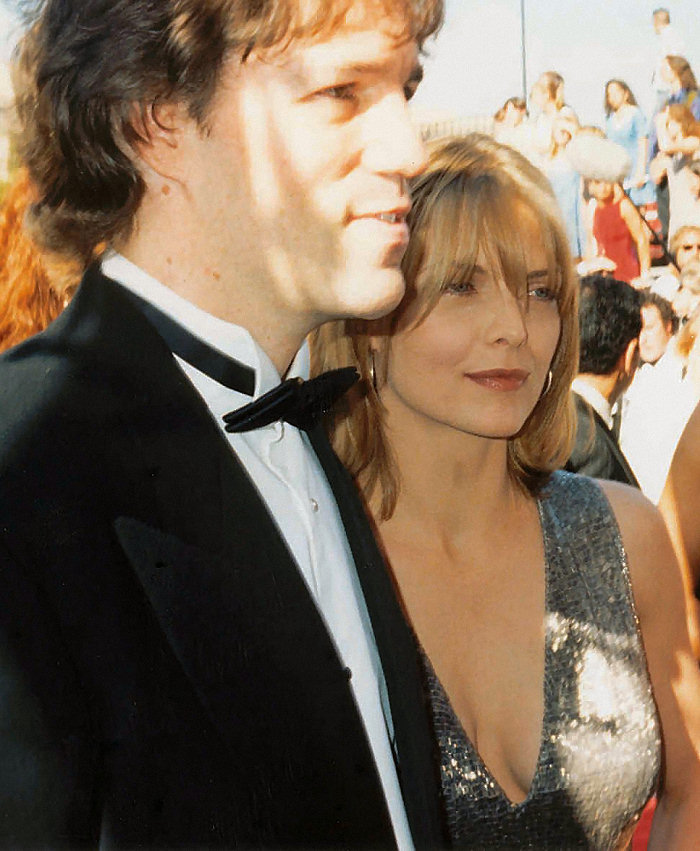
David E. Kelley

Der studierte Rechtsanwalt David E. Kelley gelangte in der Mitte der 1980er Jahre erstmals ins Fernsehgeschäft, als ihn Steven Bochco als Drehbuchautor und Story Editor für die von Bochco erschaffene Anwaltsfernsehserie L.A. Law – Staranwälte, Tricks, Prozesse engagierte. Bei mehr als der Hälfte der Episoden der ersten fünf Staffeln war Kelley maßgeblich am Verfassen des Drehbuchs beteiligt. Kritiker schrieben ihm zu, die Serie, die mehrere Emmys gewann, so erfolgreich gemacht zu haben. Nachdem er die Serie 1991 verlassen hatte, suchte er nach einem Käufer für seine eigene, Picket Fences betitelte Serie und fand ihn im Network CBS. Der daraufhin zwischen den beiden Parteien geschlossene Vertrag beinhaltete auch die Produktion zweier weiterer von Kelley zu erschaffender Fernsehserien. Picket Fences startete im September 1992.
Das Konzept zur Serie gleicht hinsichtlich dem Schauplatz – eine Kleinstadt, in der merkwürdige Dinge geschehen – den Konzepten der bereits 1990 gestarteten US-Fernsehserien Twin Peaks und Ausgerechnet Alaska. Kelley gab zu, dass Picket Fences von diesen Serien beeinflusst wurde.
In einem Interview mit der New York Times während der US-Erstausstrahlung der zweiten Staffel äußerte sich Kelley begeistert über die künstlerische Freiheit, die ihm vonseiten CBS bei der Arbeit an Picket Fences gewährt wurde.
Bei den meisten Fernsehserien kommen wechselnde Drehbuchautoren bzw. Teams aus Drehbuchautoren zum Einsatz. Bei Picket Fences hingegen schrieb Kelley die Drehbücher nahezu aller Episoden der ersten drei Staffeln alleine oder zusammen mit Koautoren. Nach der zweiten Staffel und dem Drängen von CBS, eine weitere der vereinbarten drei Fernsehserien zu produzieren, widmete sich Kelley zugleich auch der Koordination und den Drehbüchern der von ihm erschaffenen Fernsehserie Chicago Hope – Endstation Hoffnung (produziert von 1994 bis 2000). Die Doppelbelastung war ihm zu hoch, sodass er sich nach der dritten Staffel als Drehbuchautor bei Picket Fences weitgehend zurückzog und selbst nur noch für zwei Episoden der vierten Staffel das Drehbuch lieferte. Bei Picket Fences ersetzte ihn ein Ensemble aus anderen, oft wechselnden Drehbuchautoren, die das Gerichtsformat der Serie zu einem großen Teil verwarfen und den Fokus auf die persönlichen Probleme der Figuren lenkten.
Zwischen Picket Fences und Chicago Hope gab es in der Fernsehsaison 1994/95 in jeder der beiden Serien eine Episode, die ein Crossover mit der anderen Serie darstellt. Beide Serien spielen somit im selben fiktiven Universum. Bei den Episoden handelt es sich um Denn sie wissen, was sie tun (Rebels With Cause, Staffel 3) aus Picket Fences und Kleine Opfer (Small Sacrifices, Staffel 1) aus Chicago Hope. Die Figur Wambaugh ist in der ersten Episode als Patient im Krankenhaus Chicago Hope und in der zweiten, etwa zwei Monate später erstausgestrahlten Episode als Anwalt in dem Krankenhaus.
Zu den Produzenten der Serie gehörte auch Robert Breech. Er war – wie schon bei L.A. Law – für die juristischen Aspekte in den Episoden zuständig. Eine weitere Produzentin war Ann Donahue, zumindest in den ersten beiden Staffeln.
Die Kulissen für die Kleinstadt Rome entstanden in einem Filmstudio von 20th Century Fox in Los Angeles.

### Besetzung und deutsche Synchronfassung

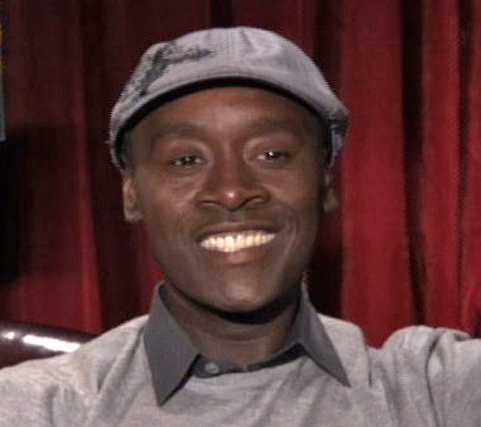
Don Cheadle, Darsteller des John Littleton

Die beiden Hauptrollen des Ehepaares Brock wurden auf Kelleys Wunsch hin, dafür zwei etablierte Kinoschauspieler zu gewinnen, mit Tom Skerritt und Kathy Baker besetzt. Die übrigen Rollen gingen überwiegend an weniger bekannte Schauspieler. Dazu gehört auch Don Cheadle, für den seine Rolle als Staatsanwalt Littleton einen Popularitätsschub bedeutete. Er verließ die Serie früh in der vierten Staffel und erhielt danach Rollen in etlichen Kinofilmen. Ebenfalls durch Picket Fences bekannt wurde die damalige Jugendschauspielerin Holly Marie Combs, sie erhielt danach eine Hauptrolle in der Serie Charmed – Zauberhafte Hexen. Für den 1994 bereits 80 Jahre alt gewordenen Ray Walston, Darsteller des Richters Bone, war es hinsichtlich seines Abschneidens bei den Emmy Awards die erfolgreichste Station seiner Laufbahn.
Die deutsche Synchronfassung wurde von der Telesynchron in Berlin hergestellt. Dialogbuchautoren waren Bernd Eichner und Bodo Traber, Dialogregie führten Jürgen Kluckert und ebenfalls Eichner.
Die Tabelle nennt die Schauspieler und ihre Rollennamen, ihre Zugehörigkeit zur Hauptbesetzung (●) bzw. zu den Neben- und Gastdarstellern (•) je Staffel, die Gesamtanzahl der Episoden mit Auftritten sowie die deutschen Synchronsprecher.
|                    |                           | Staffel | Staffel | Staffel | Staffel |     |                                       |
| Schauspieler       | Rollenname                | 1       | 2       | 3       | 4       | Ep. | Deutscher Synchronsprecher            |
| ------------------ | ------------------------- | ------- | ------- | ------- | ------- | --- | ------------------------------------- |
| Tom Skerritt       | James „Jimmy“ Brock       | ●       | ●       | ●       | ●       | 88  | Bodo Wolf                             |
| Kathy Baker        | Dr. Jill Brock            | ●       | ●       | ●       | ●       | 88  | Karin Grüger                          |
| Costas Mandylor    | Kenneth „Kenny“ Lacos     | ●       | ●       | ●       | ●       | 88  | Tom Vogt                              |
| Lauren Holly       | Maxine „Max“ Stewart      | ●       | ●       | ●       | ●       | 88  | Iris Artajo                           |
| Holly Marie Combs  | Kimberly „Kim“ Brock      | ●       | ●       | ●       | ●       | 88  | Melanie Hinze                         |
| Justin Shenkarow   | Matthew „Matt“ Brock      | ●       | ●       | ●       | ●       | 88  | Ozan Ünal, Marius Clarén              |
| Adam Wylie         | Zachary „Zack“ Brock      | ●       | ●       | ●       | ●       | 88  | Nicolás Artajo                        |
| Fyvush Finkel      | Douglas „Doug“ Wambaugh   | •       | ●       | ●       | ●       | 87  | Gerd Holtenau                         |
| Ray Walston        | Henry Bone                | •       | ●       | ●       | ●       | 80  | Eric Vaessen                          |
| Zelda Rubinstein   | Ginny Weedon              | •       | ●       |         |         | 44  | Eva-Maria Werth                       |
| Kelly Connell      | Dr. Carter Pike           | •       | •       | ●       | ●       | 73  | Norbert Gescher                       |
| Roy Brocksmith     | Michael „Mike“ Oslo       | •       | •       | •       | •       | 20  | Andreas Hanft                         |
| Michael Keenan     | Bill Pugen                | •       | •       |         |         | 15  | Manfred Rahn                          |
| Robert Cornthwaite | Howard Buss               | •       | •       |         |         | 11  | Heinz Fabian                          |
| Cristine Rose      | Lydia Brock               | •       | •       | •       | •       | 5   | Karin Buchholz                        |
| Denis Arndt        | Franklin Dell             | •       | •       | •       | •       | 12  | Friedrich Georg Beckhaus              |
| Dabbs Greer        | Henry Novotny             | •       | •       | •       | •       | 20  | Heinz Palm                            |
| Roy Dotrice        | Gary Barrett              |         | •       | •       |         | 15  | Peter Neusser                         |
| Don Cheadle        | John Littleton            |         | •       | ●       | ●       | 38  | Frank Schröder                        |
| Leigh Taylor-Young | Rachel Harris             |         | •       | •       |         | 16  | Astrid Bless, Monica Bielenstein      |
| Marlee Matlin      | Laurie Bey                |         | •       | •       | ●       | 13  | Maud Ackermann, Gabrielle Scharnitzky |
| Amy Aquino         | Dr. Joanna „Joey“ Diamond |         |         |         | •       | 12  | Joseline Gassen                       |

## Veröffentlichung

### Fernsehen
|         |          | Vereinigte Staaten            | Vereinigte Staaten | Vereinigte Staaten | Deutschland                  |
| Staffel | Episoden | Zeitraum                      | Zuschauer          | Rang               | Zeitraum                     |
| ------- | -------- | ----------------------------- | ------------------ | ------------------ | ---------------------------- |
| 1       | 22       | 18. Sep. 1992 – 6. Mai 1993   | ?                  | 80                 | 5. Jan. 1995 – 31. Mai 1995  |
| 2       | 22       | 22. Okt. 1993 – 13. Mai 1994  | 9,5 Mio.           | 66                 | 7. Juni 1995 – 12. Nov. 1995 |
| 3       | 22       | 23. Sep. 1994 – 12. Mai 1995  | ?                  | 54                 | 22. Nov. 1995 – 3. Jul. 1997 |
| 4       | 22       | 22. Sep. 1995 – 26. Jun. 1996 | 7,0 Mio.           | 98                 | 4. Juli 1997 – 4. Aug. 1997  |

Den zweistündigen Pilotfilm strahlte CBS am Freitag, den 18. Dezember 1992, erstmals aus. Die folgenden Episoden der ersten Staffel wurden wöchentlich im Abendprogramm desselben Wochentags erstausgestrahlt, einem traditionell wenig zuschauerträchtigen Sendeplatz. Mit der Hoffnung auf eine Verbesserung der Einschaltquoten wechselte CBS den Sendeplatz der Serie für die letzten fünf Episoden der Staffel auf den Donnerstagabend, an dem Picket Fences parallel zu L.A. Law gesendet wurde. Die zweite Staffel begann erneut am Freitagabend, lediglich die zweite Episode wurde erneut Donnerstags gezeigt. Die Einschaltquoten der zweiten und dritten Staffel waren im Vergleich zu ihren Vorgängerstaffeln besser. Den Freitagabend-Sendeplatz hatte die Serie bis Februar 1996 inne. Bis dahin waren 15 Episoden der vierten Staffel erstausgestrahlt. CBS räumte wegen schlechter Einschaltquoten in der vierten Staffel den Sendeplatz für die neue Serie Nash Bridges und stellte Picket Fences ein. Drei Episoden, darunter die den Serienabschluss bildende, strahlte CBS im April 1996 erstmals aus. Die übrigen vier Episoden reichte der Sender erst nach Saisonende, im Juni, nach.
Die deutsche Synchronfassung der Serie strahlte Sat.1 ab 1995 aus. Den Pilotfilm zeigte der Privatsender im Hauptabendprogramm des 5. Januar 1995 erstmals. Die folgenden Episoden wurden ab 9. Januar 1995 im wöchentlichen Rhythmus abends erstausgestrahlt – bis zum 20. März 1995 Montags, ab dem 29. März 1995 Mittwochs. Bis zum 3. Januar 1996 hatte Sat.1 so alle Episoden bis zur sechsten Episode der dritten Staffel ausgestrahlt. Weitere 13 Episoden der dritten Staffel zeigte Sat.1 wöchentlich am Dienstagabend von November 1996 bis Februar 1997 erstmals. Alle restlichen Episoden der Serie liefen bei Sat.1 im werktäglichen Nachmittagsprogramm im Juli und August 1997 in Erstausstrahlung. Die Serie war für den Sender zumindest so erfolgreich, dass er sie – auch auf Zuschauerzuschriften hin – im Anschluss daran auf dem gleichen Sendeplatz noch einmal komplett wiederholte.

### DVD
Im Juni 2007 veröffentlichte die Produktionsfirma 20th Century Fox im Regionalcode 1 für USA und Kanada die erste Staffel der Serie auf DVD. Weitere Staffeln wurden dort noch nicht veröffentlicht. Zwischen 2014 und 2016 erschienen alle vier Staffeln allerdings in Australien auf DVD.
Das deutsche Unternehmen Fernsehjuwelen veröffentlichte die Serie 2016 erstmals auf DVD. Die erste Staffel erschien am 15. April, die zweite Staffel am 8. Juli, die dritte und die vierte Staffel erschienen am 4. November.

## Interpretation und Analyse
Die fiktive Stadt Rome diente Kelley als Spiegelbild der US-Gesellschaft. Das Konzept der Serie zusammenfassend, sagte er, „sie handelt mehr als alles andere vom Leben in einer Gemeinschaft, vom Leben in der Familie, am Arbeitsplatz und in der Stadt, die eine Gemeinschaft ist“. Es ging ihm mit der Serie darum, sympathische Figuren mit ihren Scheinheiligkeiten und Vorurteilen zu konfrontieren. Die Figuren sollten ihrer eigenen Angst gegenüberstehen, sodass in den Geschichten moralisch-ethische Dilemmas ohne einfache Antworten aufgeworfen würden. Kelley betonte, dass die Serie keine besondere politische Ausrichtung verfolgt und sowohl konservative als auch liberale Standpunkte aufgezeigt habe.
Mehrere Journalisten, darunter auch Harald Keller, schätzten die von der Serie angesprochenen Themen wie AIDS und Euthanasie als provokativ ein. Der Essay-Autor Douglas E. Abrams interpretierte die in der Serie erzählten Gerichtsprozesse als „national civics lesson“, auf Deutsch etwa als „nationalen Unterricht in Civic Education“.

### Konträre Standpunkte
Ein wesentliches Merkmal der Serie ist, dass sie Probleme aus unterschiedlichen, konträren Blickwinkeln betrachtet. Zum Beispiel wird in der Episode Der Besucher (Staffel 1) einerseits die US-Bundesregierung für das Verbieten potenziell lebensrettender Experimente mit fötalem Gewebe negativ kritisiert. Demgegenüber warnt darin aber auch eine Figur vor der Gefahr, dass Fötalgewebe Frauen aus Profitgier zu Abtreibungen ermutigen könnte. Tom Shales, Journalist der Washington Post, schrieb diesbezüglich, dass Kelley seiner Serie keine Moralpredigten gebe. Ähnlicher Meinung war auch der US-Medienhistoriker Robert Thompson. Die Serie würde Probleme in doppelbödiger Weise und nicht moralisierend aufzeigen. Die Betrachtung von Problemen aus unterschiedlichen Blickwinkeln hätte Picket Fences zudem zur ersten „post-politically correct television series“ der Hauptsendezeit gemacht, auf Deutsch etwa zur ersten Primetime-Fernsehserie, die über politische Korrektheit hinaus gehe. Beispielhaft dafür sei die Episode Anstandsregeln (Staffel 2) mit dem Thema sexuelle Belästigung. Darin ist Kimberly Brock wütend auf ihren Jugendfreund, der sie nach erfolgreichem Belegen eines Seminars über sexuelle Korrektheit jedes Mal fragt, ob er sie küssen oder berühren darf.

### Vergleich mitTwin Peaks
Entsprechend dem US-Wissenschaftler Robert Thompson wird an zahlreichen Episoden zumindest der ersten beiden Staffeln der Einfluss von Twin Peaks deutlich. Zum Beispiel wird in einer Episode von Picket Fences eine Frau durch Einsperren in ihre Geschirrspülmaschine ermordet und zusammen mit ihrem Lieblingsgeschirr in den Spülgang geschickt; in einer anderen Episode summen Nonnen beim Durchführen von Sterbehilfe die Melodie von Killing Me Softly. Die Figur Carter Pike sei wie „Quincy with a genital fixation“ (Deutsch etwa: „Quincy mit genitaler Fixierung“), weil Pike stets eine Begründung dafür finde, die intimen Teile von Leichnamen zu untersuchen.
Thompson befand allerdings weiterhin, dass die Serie Picket Fences ihre verrückten Elemente „in den Dienst von soliden, linearen Geschichten über ernste Probleme“ gestellt habe, wohingegen Twin Peaks gegen Ende zu wenig mehr als einer Serie über ihre eigene Verrücktheit geworden sei.

## Kritik

### Allgemein
Anlässlich des Beginns der Erstausstrahlung waren die Kritiken in den Vereinigten Staaten gespalten. Tom Shales von der Washington Post etwa befand die Serie einerseits für „häufig einnehmend, originell, gut gespielt und beißend komisch“, hingegen wirkten „manche Ungeheuerlichkeiten“ wie der Fund einer Leiche in einem Geschirrspüler „selbstgefällig, überflüssig und schlicht durchschnittlich“. Ken Tucker, Autor des US-Magazins Entertainment Weekly, gab sich zufrieden mit den Szenen, die im Haus der Brocks spielen; hier habe die Serie ihren eigenen Rhythmus und einen frischen Blickwinkel auf das Familienleben. Hingegen werde sie zur „Show für Twin-Peaks-Freaks“, sobald das Polizeirevier zum Schauplatz werde, etwa weil die „orakelhafte Klugheit“ der Figur Ginny Weedon unverständlich sei, ohne Weedons Vergangenheit und Hintergrund zu kennen. Picket Fences versuche freilich, eine angenehmere, leisere Art von Twin Peaks zu sein, jedoch bewege die von der Serie angestrebte lockere, paradoxe Laune eher zum Ab- als zum Anschalten.
Wenige Wochen, bevor die erste Staffel 1993 im Fernsehen zu Ende ging, meinte der Journalist John J. O’Connor in der New York Times anerkennend, dass die Serie nun – im Gegensatz zu ihrem Beginn, als sie zu sehr versucht habe, anders zu sein – bedeutendere Probleme behandele und es verstehe, mutig, berührend und reizvoll zu sein. An der Serie zeige sich, dass Kelley ein talentierter Autor sei. Ken Tucker von Entertainment Weekly war hingegen auch zur Mitte der Erstausstrahlung der zweiten Staffel nicht besonders angetan von der Serie: Etwa, dass „ernsthafte Kontroversen unter langweiligen und ärgerlichen Reden erdrückt“ würden, suggeriere in Verbindung mit den niedrigen Einschaltquoten und der Überhäufung mit Preisen, dass die Serie „den Triumph des Normalverbraucher-Intellektualismus“ im Fernsehen repräsentiere.
Variety-Autor Todd Everett schrieb im März 1995, dass es sich bei Picket Fences um eine der lustigsten Serien im Fernsehen handele und dass Kelley es verstehe, beide Seiten eines kontroversen Themas zu beleuchten. Ähnlicher Meinung war auch der Journalist Volker Zastrow 1997 in der Frankfurter Allgemeinen Zeitung: Wie die Serie verwandte Geschichten erzähle, in denen derselbe Sachverhalt aus unterschiedlichen Perspektiven beleuchtet wird, geschehe mit „großer Kunstfertigkeit“. Er hielt die Serie für „gut gemacht“, auch weil sie unter den Zuschauern Anteilnahme an anfangs fremden Geschichten und Figuren bewirke und ein „Schredder für Vorurteile, letztlich für den selbstgerechten Denkstil“ sei.

### Religionsdarstellung
Die Religionsdarstellung in der Serie fiel auf ein geteiltes Echo. Der Medienhistoriker Robert J. Thompson etwa fand in seinem Buch Television’s Second Golden Age (1996) lobende Worte. Er bescheinigte der Serie, religiöse Probleme geschickt und, ohne Partei zu ergreifen, zu behandeln, aber gleichzeitig auch nicht alle existierenden, organisierten Glauben in „Chris-in-the-morning’s theistic melting pot“ (Deutsch etwa: „irgendeinen theistischen Schmelztiegel“) zu werfen. Zudem habe es die Serie verstanden, göttliche Handlungen anzuerkennen, ohne dabei in die rührselige Melodramatik der Serie Ein Engel auf Erden (1984–1989) abzugleiten.
Der PBS-Moderator Michael Medved lobte die Serie grundsätzlich dafür, religiöse Themen zu fokussieren. Er beanstandete aber eine mangelnde Ausgeglichenheit, denn die Geschichten zeigten üblicherweise „weltliche Menschen, die die religiösen Menschen etwas lehren“, beispielsweise, wenn ein fanatischer, religiöser Arzt dafür bestraft werde, dass er anderen Menschen die Möglichkeit einer Jungfrauengeburt aufgezeigt habe. Auch darüber hinaus war die Religionsdarstellung in der Serie Anlass für Kritik. Zum Beispiel empörten sich Mitglieder von Christian Science über einen in der Serie gezeigten Kaiserschnitt, der gegen den Glauben der Eltern der Mutter verstoße. Zudem strahlte eine von Mormonen geführte US-Fernsehstation die Serie zeitweise nicht aus, um damit gegen eine Episode über einen bigamistischen Mormonen zu protestieren. Wegen dieses Aspekts, aber auch anderen Episoden, wurde die Serie zudem in einer großangelegten Studie der konservativen US-Organisation Media Research Center negativ kritisiert. Im Übrigen kritisierten jüdische Zuschauer die Darstellung der Figur Douglas Wambaugh als antisemitisch. David E. Kelley reagierte auf die Kritik mit der Episode Ein schwerer Fall (Staffel 2), in der sich Wambaugh gegen die Kritik seines Rabbis an seinen geschmacklosen Äußerungen verteidigt.

## Auszeichnungen
Picket Fences wurde bei zahlreichen Fernsehpreisen nominiert und prämiert. Je einen Preisgewinn gab es beim Golden Globe Award und beim Humanitas-Preis; beim Primetime Emmy Award waren es sogar 14 Prämierungen.

### Primetime Emmy Awards

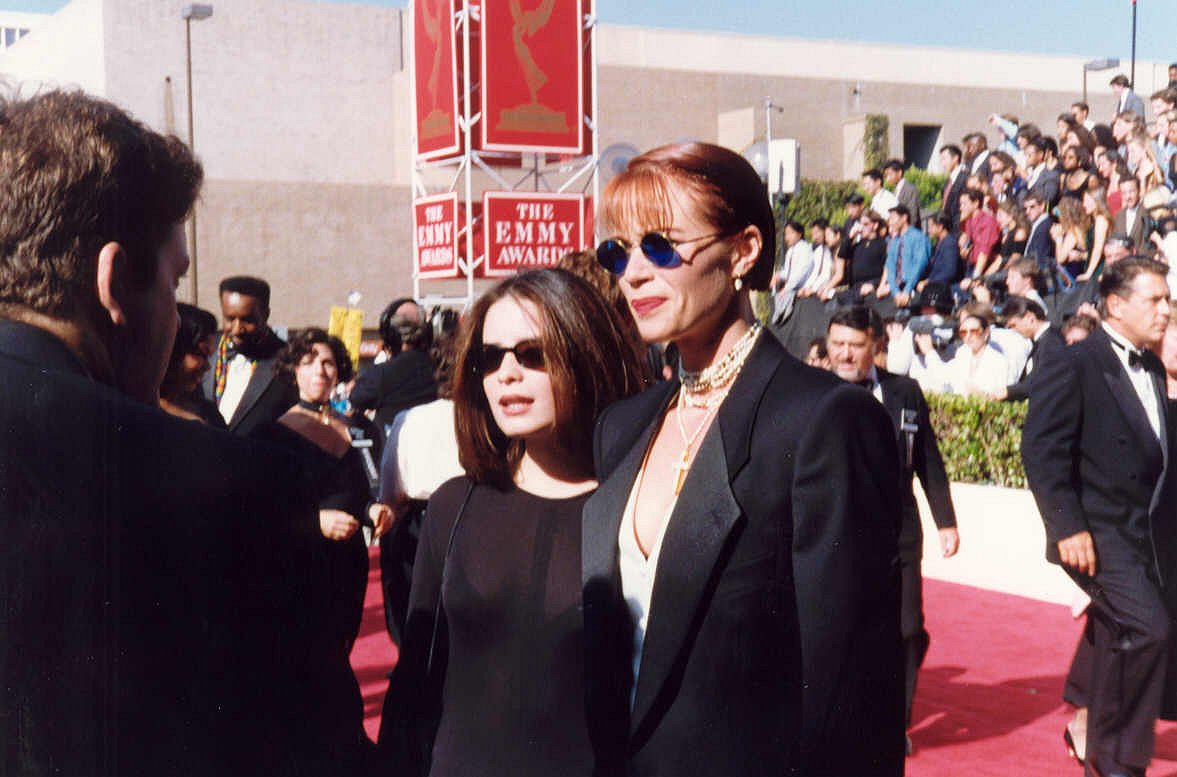
Holly Marie Combs (links), Darstellerin der Kim Brock, und Lauren Holly (rechts), Darstellerin der Maxine Stewart, bei der Emmy-Verleihung 1993

Für den bedeutsamsten US-Fernsehpreis, den Primetime Emmy Award, wurde Picket Fences zwischen 1993 und 1996 insgesamt 27-mal nominiert. In der für Dramaserien wichtigsten Kategorie Beste Dramaserie gab es je eine Prämierung für die erste und die zweite Staffel. Die meisten anderen Nominierungen gab es für die Leistungen einzelner Schauspieler. Kathy Baker, als einziges Cast-Mitglied in jeder Staffel vorgeschlagen, gewann den Preis als beste Hauptdarstellerin dreimal (1993, 1995, 1996). Tom Skerritt, nominiert als bester Hauptdarsteller 1993 und 1994, gewann 1993. Auch Ray Walston und Fyvush Finkel waren für ihre Leistung in der Serie mehrfach nominiert: In der Kategorie Bester Nebendarsteller in einer Dramaserie erhielt Walston zwei Preise (bei drei Nominierungen) und Finkel einen Emmy (bei zwei Nominierungen). Weitere zwei Emmys (bei sieben Nominierungen) gab es für männliche und weibliche Gastdarsteller. Darüber hinaus war die Serie in jedem Jahr einmal in der Kategorie Beste Kostüme für eine Serie vorgeschlagen, zwei Nominierungen davon waren erfolgreich.
Picket Fences wurde mit der ersten Staffel zur erst dritten Fernsehserie überhaupt, die in derselben Saison sowohl als beste Dramaserie als auch für den besten Hauptdarsteller und die beste Hauptdarstellerin prämiert wurde.
| \| Jahr \| Kategorie \| Person \| Episode \| Resultat \| \| ---- \| ------------------------------------------- \| ------------------ \| ------------------------------------- \| --------- \| \| 1993 \| Beste Dramaserie \| \| \| Gewonnen \| \| 1993 \| Beste Hauptdarstellerin in einer Dramaserie \| Kathy Baker \| \| Gewonnen \| \| 1993 \| Beste Kostüme für eine Serie \| \| Wo ist dein Bruder? \| Nominiert \| \| 1993 \| Beste Titelmusik \| \| \| Nominiert \| \| 1993 \| Bester Gastdarsteller in einer Dramaserie \| Michael Jeter \| Der Froschmann \| Nominiert \| \| 1993 \| Bester Gastdarsteller in einer Dramaserie \| Richard Kiley \| Feiertagskrisen \| Nominiert \| \| 1993 \| Bester Hauptdarsteller in einer Dramaserie \| Tom Skerritt \| \| Gewonnen \| \| 1993 \| Bester Nebendarsteller in einer Dramaserie \| Fyvush Finkel \| \| Nominiert \| \| 1994 \| Beste Dramaserie \| \| \| Gewonnen \| \| 1994 \| Beste Gastdarstellerin in einer Dramaserie \| Marlee Matlin \| Die tanzende Diebin \| Nominiert \| \| 1994 \| Beste Hauptdarstellerin in einer Dramaserie \| Kathy Baker \| \| Nominiert \| \| 1994 \| Beste Kostüme für eine Serie \| \| Die Milchkönigin \| Gewonnen \| \| 1994 \| Beste Nebendarstellerin in einer Dramaserie \| Leigh Taylor-Young \| \| Gewonnen \| \| 1994 \| Bester Gastdarsteller in einer Dramaserie \| Richard Kiley \| Wir bitten zu Tisch \| Gewonnen \| \| 1994 \| Bester Gastdarsteller in einer Dramaserie \| James Earl Jones \| Recht oder Ordnung? \| Nominiert \| \| 1994 \| Bester Hauptdarsteller in einer Dramaserie \| Tom Skerritt \| \| Nominiert \| \| 1994 \| Bester Nebendarsteller in einer Dramaserie \| Fyvush Finkel \| \| Gewonnen \| \| 1994 \| Bester Nebendarsteller in einer Dramaserie \| Ray Walston \| \| Nominiert \| \| 1995 \| Beste Hauptdarstellerin in einer Dramaserie \| Kathy Baker \| \| Gewonnen \| \| 1995 \| Beste Kostüme für eine Serie \| \| Das Ende vom Lied \| Gewonnen \| \| 1995 \| Bester Gastdarsteller in einer Dramaserie \| Paul Winfield \| \| Gewonnen \| \| 1995 \| Bester Nebendarsteller in einer Dramaserie \| Ray Walston \| \| Gewonnen \| \| 1996 \| Beste Besetzung für eine Serie \| \| \| Nominiert \| \| 1996 \| Beste Gastdarstellerin in einer Dramaserie \| Louise Fletcher \| Zwei Männer und ein Baby \| Nominiert \| \| 1996 \| Beste Hauptdarstellerin in einer Dramaserie \| Kathy Baker \| \| Gewonnen \| \| 1996 \| Beste Kostüme für eine Serie \| \| Drei Hochzeiten und ein Weltuntergang \| Nominiert \| \| 1996 \| Bester Nebendarsteller in einer Dramaserie \| Ray Walston \| \| Gewonnen \| |                                             |                    |                                       |           |
| Jahr | Kategorie                                   | Person             | Episode                               | Resultat  |
| 1993 | Beste Dramaserie                            |                    |                                       | Gewonnen  |
| 1993 | Beste Hauptdarstellerin in einer Dramaserie | Kathy Baker        |                                       | Gewonnen  |
| 1993 | Beste Kostüme für eine Serie                |                    | Wo ist dein Bruder?                   | Nominiert |
| 1993 | Beste Titelmusik                            |                    |                                       | Nominiert |
| 1993 | Bester Gastdarsteller in einer Dramaserie   | Michael Jeter      | Der Froschmann                        | Nominiert |
| 1993 | Bester Gastdarsteller in einer Dramaserie   | Richard Kiley      | Feiertagskrisen                       | Nominiert |
| 1993 | Bester Hauptdarsteller in einer Dramaserie  | Tom Skerritt       |                                       | Gewonnen  |
| 1993 | Bester Nebendarsteller in einer Dramaserie  | Fyvush Finkel      |                                       | Nominiert |
| 1994 | Beste Dramaserie                            |                    |                                       | Gewonnen  |
| 1994 | Beste Gastdarstellerin in einer Dramaserie  | Marlee Matlin      | Die tanzende Diebin                   | Nominiert |
| 1994 | Beste Hauptdarstellerin in einer Dramaserie | Kathy Baker        |                                       | Nominiert |
| 1994 | Beste Kostüme für eine Serie                |                    | Die Milchkönigin                      | Gewonnen  |
| 1994 | Beste Nebendarstellerin in einer Dramaserie | Leigh Taylor-Young |                                       | Gewonnen  |
| 1994 | Bester Gastdarsteller in einer Dramaserie   | Richard Kiley      | Wir bitten zu Tisch                   | Gewonnen  |
| 1994 | Bester Gastdarsteller in einer Dramaserie   | James Earl Jones   | Recht oder Ordnung?                   | Nominiert |
| 1994 | Bester Hauptdarsteller in einer Dramaserie  | Tom Skerritt       |                                       | Nominiert |
| 1994 | Bester Nebendarsteller in einer Dramaserie  | Fyvush Finkel      |                                       | Gewonnen  |
| 1994 | Bester Nebendarsteller in einer Dramaserie  | Ray Walston        |                                       | Nominiert |
| 1995 | Beste Hauptdarstellerin in einer Dramaserie | Kathy Baker        |                                       | Gewonnen  |
| 1995 | Beste Kostüme für eine Serie                |                    | Das Ende vom Lied                     | Gewonnen  |
| 1995 | Bester Gastdarsteller in einer Dramaserie   | Paul Winfield      |                                       | Gewonnen  |
| 1995 | Bester Nebendarsteller in einer Dramaserie  | Ray Walston        |                                       | Gewonnen  |
| 1996 | Beste Besetzung für eine Serie              |                    |                                       | Nominiert |
| 1996 | Beste Gastdarstellerin in einer Dramaserie  | Louise Fletcher    | Zwei Männer und ein Baby              | Nominiert |
| 1996 | Beste Hauptdarstellerin in einer Dramaserie | Kathy Baker        |                                       | Gewonnen  |
| 1996 | Beste Kostüme für eine Serie                |                    | Drei Hochzeiten und ein Weltuntergang | Nominiert |
| 1996 | Bester Nebendarsteller in einer Dramaserie  | Ray Walston        |                                       | Gewonnen  |

### Golden Globe Awards
Auch beim Golden Globe Award, für den es insgesamt neun Nominierungen gab, war Kathy Baker unter den Schauspielern am erfolgreichsten: Dreimal als beste Hauptdarstellerin in einer Dramaserie nominiert (1994, 1995, 1996), gewann sie den Preis 1994. In den übrigen Kategorien blieb es bei Nominierungen: Picket Fences als beste Dramaserie und Tom Skerritt als bester Hauptdarsteller in einer Dramaserie wurden 1994 und 1995 vorgeschlagen. Des Weiteren waren Leigh Taylor-Young, Darstellerin der Rachel Harris, und Fyvush Finkel als Nebendarsteller nominiert.
| \| Jahr \| Kategorie \| Person \| Resultat \| \| ------------------------------------------------------------------------ \| ---------------------------------------- \| ----------- \| --------- \| \| 1994 \| Beste Dramaserie \| \| Nominiert \| \| Beste Hauptdarstellerin in einer Dramaserie \| Kathy Baker \| Gewonnen \| \| \| Bester Hauptdarsteller in einer Dramaserie \| Tom Skerritt \| Nominiert \| \| \| 1995 \| Beste Dramaserie \| \| Nominiert \| \| Beste Hauptdarstellerin in einer Dramaserie \| Kathy Baker \| Nominiert \| \| \| Beste Nebendarstellerin in einer Serie, Miniserie oder einem Fernsehfilm \| Leigh Taylor-Young \| Nominiert \| \| \| Bester Hauptdarsteller in einer Dramaserie \| Tom Skerritt \| Nominiert \| \| \| Bester Nebendarsteller in einer Serie, Miniserie oder einem Fernsehfilm \| Fyvush Finkel \| Nominiert \| \| \| 1996 \| Beste Schauspielerin in einer Dramaserie \| Kathy Baker \| Nominiert \| |                                          |             |           |
| Jahr | Kategorie                                | Person      | Resultat  |
| 1994 | Beste Dramaserie                         |             | Nominiert |
| Beste Hauptdarstellerin in einer Dramaserie | Kathy Baker                              | Gewonnen    |           |
| Bester Hauptdarsteller in einer Dramaserie | Tom Skerritt                             | Nominiert   |           |
| 1995 | Beste Dramaserie                         |             | Nominiert |
| Beste Hauptdarstellerin in einer Dramaserie | Kathy Baker                              | Nominiert   |           |
| Beste Nebendarstellerin in einer Serie, Miniserie oder einem Fernsehfilm | Leigh Taylor-Young                       | Nominiert   |           |
| Bester Hauptdarsteller in einer Dramaserie | Tom Skerritt                             | Nominiert   |           |
| Bester Nebendarsteller in einer Serie, Miniserie oder einem Fernsehfilm | Fyvush Finkel                            | Nominiert   |           |
| 1996 | Beste Schauspielerin in einer Dramaserie | Kathy Baker | Nominiert |

### Young Artist Awards
Bei dem für Jungschauspieler bestimmten Preis Young Artist Award gab es acht Nominierungen, von denen sieben an die Darsteller der drei Brock-Kinder gingen. Holly Marie Combs gewann 1993, Adam Wylie, dreimal nominiert, gewann 1994. Die drei Darsteller waren zusammen 1994 in der Kategorie Bestes junges Ensemble in einer Fernsehserie vorgeschlagen.
| \| Jahr \| Kategorie \| Person \| Resultat \| \| ---- \| ----------------------------------------------------------- \| ----------------------------------------------- \| --------- \| \| 1993 \| Beste Jungschauspielerin in einer neuen Fernsehserie \| Holly Marie Combs \| Gewonnen \| \| 1993 \| Bester Jungschauspieler in einer neuen Fernsehserie \| Justin Shenkarow \| Nominiert \| \| 1993 \| Bester unter 10-jähriger Schauspieler in einer Fernsehserie \| Adam Wylie \| Nominiert \| \| 1994 \| Bester Jungschauspieler in einer Fernsehserie \| Adam Wylie \| Gewonnen \| \| 1994 \| Bester Jungschauspieler in einer Fernsehserie \| Karl David-Djerf \| Nominiert \| \| 1994 \| Bestes junges Ensemble in einer Fernsehserie \| Holly Marie Combs, Justin Shenkarow, Adam Wylie \| Nominiert \| \| 1995 \| Bester Jungschauspieler in einer Dramaserie \| Justin Shenkarow \| Nominiert \| \| 1995 \| Bester Jungschauspieler in einer Dramaserie \| Adam Wylie \| Nominiert \| |                                                             |                                                 |           |
| Jahr | Kategorie                                                   | Person                                          | Resultat  |
| 1993 | Beste Jungschauspielerin in einer neuen Fernsehserie        | Holly Marie Combs                               | Gewonnen  |
| 1993 | Bester Jungschauspieler in einer neuen Fernsehserie         | Justin Shenkarow                                | Nominiert |
| 1993 | Bester unter 10-jähriger Schauspieler in einer Fernsehserie | Adam Wylie                                      | Nominiert |
| 1994 | Bester Jungschauspieler in einer Fernsehserie               | Adam Wylie                                      | Gewonnen  |
| 1994 | Bester Jungschauspieler in einer Fernsehserie               | Karl David-Djerf                                | Nominiert |
| 1994 | Bestes junges Ensemble in einer Fernsehserie                | Holly Marie Combs, Justin Shenkarow, Adam Wylie | Nominiert |
| 1995 | Bester Jungschauspieler in einer Dramaserie                 | Justin Shenkarow                                | Nominiert |
| 1995 | Bester Jungschauspieler in einer Dramaserie                 | Adam Wylie                                      | Nominiert |

### Q Awards
Insgesamt 22 Nominierungen und 7 Prämierungen gab es zwischen 1993 und 1996 für den Fernsehpreis Q Award, der von der Organisation Viewers for Quality Television (Deutsch etwa: Zuschauer für Qualitätsfernsehen) bis 2000 organisiert wurde. Dreimal war die Serie hier als Beste Qualitätsdramaserie vorgeschlagen (mit einer Prämierung 1995); alle übrigen Nominierungen gab es für Schauspieler.
| \| Jahr \| Kategorie \| Person \| Resultat \| \| ---- \| ---------------------------------------------------- \| ------------------ \| --------- \| \| 1993 \| Besonderer Akteur \| Ray Walston \| Gewonnen \| \| 1993 \| Beste Hauptdarstellerin in einer Qualitätsdramaserie \| Kathy Baker \| Nominiert \| \| 1993 \| Beste Nebendarstellerin in einer Qualitätsdramaserie \| Lauren Holly \| Nominiert \| \| 1993 \| Beste Qualitätsdramaserie \| \| Nominiert \| \| 1993 \| Bester Hauptdarsteller in einer Qualitätsdramaserie \| Tom Skerritt \| Nominiert \| \| 1993 \| Bester Nebendarsteller in einer Qualitätsdramaserie \| Fyvush Finkel \| Nominiert \| \| 1994 \| Besonderer Akteur \| Robert Cornthwaite \| Nominiert \| \| 1994 \| Besonderer Akteur \| Roy Dotrice \| Nominiert \| \| 1994 \| Beste Hauptdarstellerin in einer Qualitätsdramaserie \| Kathy Baker \| Gewonnen \| \| 1994 \| Beste Nebendarstellerin in einer Qualitätsdramaserie \| Lauren Holly \| Gewonnen \| \| 1994 \| Beste Qualitätsdramaserie \| \| Nominiert \| \| 1994 \| Bester Hauptdarsteller in einer Qualitätsdramaserie \| Tom Skerritt \| Nominiert \| \| 1994 \| Bester Nebendarsteller in einer Qualitätsdramaserie \| Fyvush Finkel \| Gewonnen \| \| 1994 \| Bester Nebendarsteller in einer Qualitätsdramaserie \| Ray Walston \| Nominiert \| \| 1995 \| Besonderer Akteur \| Marlee Matlin \| Nominiert \| \| 1995 \| Beste Hauptdarstellerin in einer Qualitätsdramaserie \| Kathy Baker \| Gewonnen \| \| 1995 \| Beste Nebendarstellerin in einer Qualitätsdramaserie \| Lauren Holly \| Nominiert \| \| 1995 \| Beste Qualitätsdramaserie \| \| Gewonnen \| \| 1995 \| Bester Nebendarsteller in einer Qualitätsdramaserie \| Fyvush Finkel \| Nominiert \| \| 1995 \| Bester Nebendarsteller in einer Qualitätsdramaserie \| Ray Walston \| Nominiert \| \| 1996 \| Beste Hauptdarstellerin in einer Qualitätsdramaserie \| Kathy Baker \| Nominiert \| \| 1996 \| Bester wiederkehrender Akteur \| Amy Aquino \| Gewonnen \| |                                                      |                    |           |
| Jahr | Kategorie                                            | Person             | Resultat  |
| 1993 | Besonderer Akteur                                    | Ray Walston        | Gewonnen  |
| 1993 | Beste Hauptdarstellerin in einer Qualitätsdramaserie | Kathy Baker        | Nominiert |
| 1993 | Beste Nebendarstellerin in einer Qualitätsdramaserie | Lauren Holly       | Nominiert |
| 1993 | Beste Qualitätsdramaserie                            |                    | Nominiert |
| 1993 | Bester Hauptdarsteller in einer Qualitätsdramaserie  | Tom Skerritt       | Nominiert |
| 1993 | Bester Nebendarsteller in einer Qualitätsdramaserie  | Fyvush Finkel      | Nominiert |
| 1994 | Besonderer Akteur                                    | Robert Cornthwaite | Nominiert |
| 1994 | Besonderer Akteur                                    | Roy Dotrice        | Nominiert |
| 1994 | Beste Hauptdarstellerin in einer Qualitätsdramaserie | Kathy Baker        | Gewonnen  |
| 1994 | Beste Nebendarstellerin in einer Qualitätsdramaserie | Lauren Holly       | Gewonnen  |
| 1994 | Beste Qualitätsdramaserie                            |                    | Nominiert |
| 1994 | Bester Hauptdarsteller in einer Qualitätsdramaserie  | Tom Skerritt       | Nominiert |
| 1994 | Bester Nebendarsteller in einer Qualitätsdramaserie  | Fyvush Finkel      | Gewonnen  |
| 1994 | Bester Nebendarsteller in einer Qualitätsdramaserie  | Ray Walston        | Nominiert |
| 1995 | Besonderer Akteur                                    | Marlee Matlin      | Nominiert |
| 1995 | Beste Hauptdarstellerin in einer Qualitätsdramaserie | Kathy Baker        | Gewonnen  |
| 1995 | Beste Nebendarstellerin in einer Qualitätsdramaserie | Lauren Holly       | Nominiert |
| 1995 | Beste Qualitätsdramaserie                            |                    | Gewonnen  |
| 1995 | Bester Nebendarsteller in einer Qualitätsdramaserie  | Fyvush Finkel      | Nominiert |
| 1995 | Bester Nebendarsteller in einer Qualitätsdramaserie  | Ray Walston        | Nominiert |
| 1996 | Beste Hauptdarstellerin in einer Qualitätsdramaserie | Kathy Baker        | Nominiert |
| 1996 | Bester wiederkehrender Akteur                        | Amy Aquino         | Gewonnen  |

### Andere Preise
Zu den wichtigsten übrigen Preisen, bei denen es Nominierungen und teilweise Prämierungen gab, gehören der populäre Krimipreis Edgar Allan Poe Award (eine Nominierung 1994 für die Episode Selbstjustiz); der unter anderem die Menschenwürde und freie Meinungsäußerung würdigende Humanitas-Preis (drei Nominierungen 1994–1996, eine Prämierung 1996) sowie die Preise der Gewerkschaften von Schauspielern (ein Gewinn für Kathy Baker, drei weitere Nominierungen), Drehbuchautoren (zwei Nominierungen) und Regisseuren (eine Prämierung und eine weitere Nominierung).
| \| Preis \| Jahr \| Kategorie \| Person \| Episode \| Resultat \| \| ------------------------- \| ---- \| --------------------------------------------- \| ----------------------------- \| ---------------------- \| ------------- \| \| American Television Award \| 1993 \| Beste Dramaserie \| \| \| Nominiert \| \| American Television Award \| 1993 \| Beste Nebendarstellerin in einer Dramaserie \| Lauren Holly \| \| Nominiert \| \| American Television Award \| 1993 \| Beste Schauspielerin in einer Dramaserie \| Kathy Baker \| \| Nominiert \| \| American Television Award \| 1993 \| Bester Nebendarsteller in einer Dramaserie \| Fyvush Finkel \| \| Gewonnen \| \| American Television Award \| 1993 \| Bester Schauspieler in einer Dramaserie \| Tom Skerritt \| \| Nominiert \| \| Artios Award \| 1993 \| Beste Besetzung (Episode einer Dramaserie) \| \| \| Nominiert \| \| Artios Award \| 1993 \| Beste Besetzung (Pilotfilm) \| \| \| Nominiert \| \| Artios Award \| 1994 \| Beste Besetzung (Episode einer Dramaserie) \| \| \| Nominiert \| \| CIMA Award \| 1993 \| Fernsehen \| \| \| Gewonnen[35] \| \| DGA Award \| 1993 \| Beste Regie \| Ron Lagomarsino \| Der Tod des Blechmanns \| Gewonnen \| \| DGA Award \| 1994 \| Beste Regie \| Lou Antonio \| Die tanzende Diebin \| Nominiert \| \| Edgar Allan Poe Award \| 1994 \| Beste Episode \| David E. Kelley \| Selbstjustiz \| Nominiert \| \| GLAAD Media Award \| 1997 \| Beste Episode \| \| \| Nominiert \| \| Humanitas-Preis \| 1994 \| 60 Minuten \| David E. Kelley \| Der Schneemensch \| Nominiert \| \| Humanitas-Preis \| 1995 \| 60 Minuten \| David E. Kelley \| Schwanengesang \| Nominiert \| \| Humanitas-Preis \| 1996 \| 60 Minuten \| Nick Harding, David E. Kelley \| \| Gewonnen \| \| People’s Choice Award \| 1993 \| Beste neue Drama-Fernsehserie \| \| \| Nominiert[36] \| \| Screen Actors Guild Award \| 1995 \| Beste Darstellerin in einer Dramaserie \| Kathy Baker \| \| Gewonnen \| \| Screen Actors Guild Award \| 1995 \| Bester Darsteller in einer Dramaserie \| Tom Skerritt \| \| Nominiert \| \| Screen Actors Guild Award \| 1995 \| Bestes Schauspielensemble in einer Dramaserie \| \| \| Nominiert \| \| Screen Actors Guild Award \| 1996 \| Bestes Schauspielensemble in einer Dramaserie \| \| \| Nominiert \| \| WGA Award \| 1994 \| Episodisches Drama \| David E. Kelley \| Feiertagskrisen \| Nominiert \| \| WGA Award \| 1996 \| Episodisches Drama \| Nick Harding, David E. Kelley \| Der heilige Zachary \| Nominiert \| \| YoungStar Award \| 1997 \| Bester Jungschauspieler in einer Dramaserie \| Adam Wylie \| \| Gewonnen \| |      |                                               |                               |                        |           |
| Preis | Jahr | Kategorie                                     | Person                        | Episode                | Resultat  |
| American Television Award | 1993 | Beste Dramaserie                              |                               |                        | Nominiert |
| American Television Award | 1993 | Beste Nebendarstellerin in einer Dramaserie   | Lauren Holly                  |                        | Nominiert |
| American Television Award | 1993 | Beste Schauspielerin in einer Dramaserie      | Kathy Baker                   |                        | Nominiert |
| American Television Award | 1993 | Bester Nebendarsteller in einer Dramaserie    | Fyvush Finkel                 |                        | Gewonnen  |
| American Television Award | 1993 | Bester Schauspieler in einer Dramaserie       | Tom Skerritt                  |                        | Nominiert |
| Artios Award | 1993 | Beste Besetzung (Episode einer Dramaserie)    |                               |                        | Nominiert |
| Artios Award | 1993 | Beste Besetzung (Pilotfilm)                   |                               |                        | Nominiert |
| Artios Award | 1994 | Beste Besetzung (Episode einer Dramaserie)    |                               |                        | Nominiert |
| CIMA Award | 1993 | Fernsehen                                     |                               |                        | Gewonnen  |
| DGA Award | 1993 | Beste Regie                                   | Ron Lagomarsino               | Der Tod des Blechmanns | Gewonnen  |
| DGA Award | 1994 | Beste Regie                                   | Lou Antonio                   | Die tanzende Diebin    | Nominiert |
| Edgar Allan Poe Award | 1994 | Beste Episode                                 | David E. Kelley               | Selbstjustiz           | Nominiert |
| GLAAD Media Award | 1997 | Beste Episode                                 |                               |                        | Nominiert |
| Humanitas-Preis | 1994 | 60 Minuten                                    | David E. Kelley               | Der Schneemensch       | Nominiert |
| Humanitas-Preis | 1995 | 60 Minuten                                    | David E. Kelley               | Schwanengesang         | Nominiert |
| Humanitas-Preis | 1996 | 60 Minuten                                    | Nick Harding, David E. Kelley |                        | Gewonnen  |
| People’s Choice Award | 1993 | Beste neue Drama-Fernsehserie                 |                               |                        | Nominiert |
| Screen Actors Guild Award | 1995 | Beste Darstellerin in einer Dramaserie        | Kathy Baker                   |                        | Gewonnen  |
| Screen Actors Guild Award | 1995 | Bester Darsteller in einer Dramaserie         | Tom Skerritt                  |                        | Nominiert |
| Screen Actors Guild Award | 1995 | Bestes Schauspielensemble in einer Dramaserie |                               |                        | Nominiert |
| Screen Actors Guild Award | 1996 | Bestes Schauspielensemble in einer Dramaserie |                               |                        | Nominiert |
| WGA Award | 1994 | Episodisches Drama                            | David E. Kelley               | Feiertagskrisen        | Nominiert |
| WGA Award | 1996 | Episodisches Drama                            | Nick Harding, David E. Kelley | Der heilige Zachary    | Nominiert |
| YoungStar Award | 1997 | Bester Jungschauspieler in einer Dramaserie   | Adam Wylie                    |                        | Gewonnen  |

Darüber hinaus wurde die Serie noch mit mindestens je einem Preis der US-Organisationen National Easter Seals Society, die für behinderte Menschen eintritt, und Alzheimer’s Association geehrt.